# Комтурство
Ко́мтурство (также командо́рство или коме́нда) — минимальная административная единица в составе рыцарского ордена. Обычно употребляется по отношению к Ордену Святого Иоанна Иерусалимского, или госпитальеров (где впервые были введены комтурства) или к Немецкому (Тевтонскому) ордену. В Ордене Рыцарей Храма, или тамплиеров, комтурствам соответствовали прецептории. К 1300 году в Тевтонском ордене насчитывалось около 300 комтурств, расположенных по всей Европе, от Сицилии до Прибалтики. Как правило, комтурство состояло из одного замка и непосредственно прилегающих к нему территорий. Во главе каждого комтурства стоял комтур. Самые маленькие и бедные комтурства могли выставить лишь по десятку вооружённых воинов, наиболее крупные и влиятельные — более тысячи. Комтурства объединялись в баллеи (провинции).